# Isidrogalvia duidae
Isidrogalvia duidae là một loài thực vật có hoa trong họ Melanthiaceae. Loài này được (Steyerm.) Cruden miêu tả khoa học đầu tiên năm 1991.